# La Zapateira
Coordenadas: 43°18′26″N 8°24′38″O / 43.30722, -8.41056 / 43.307174050678, -8.410534585017

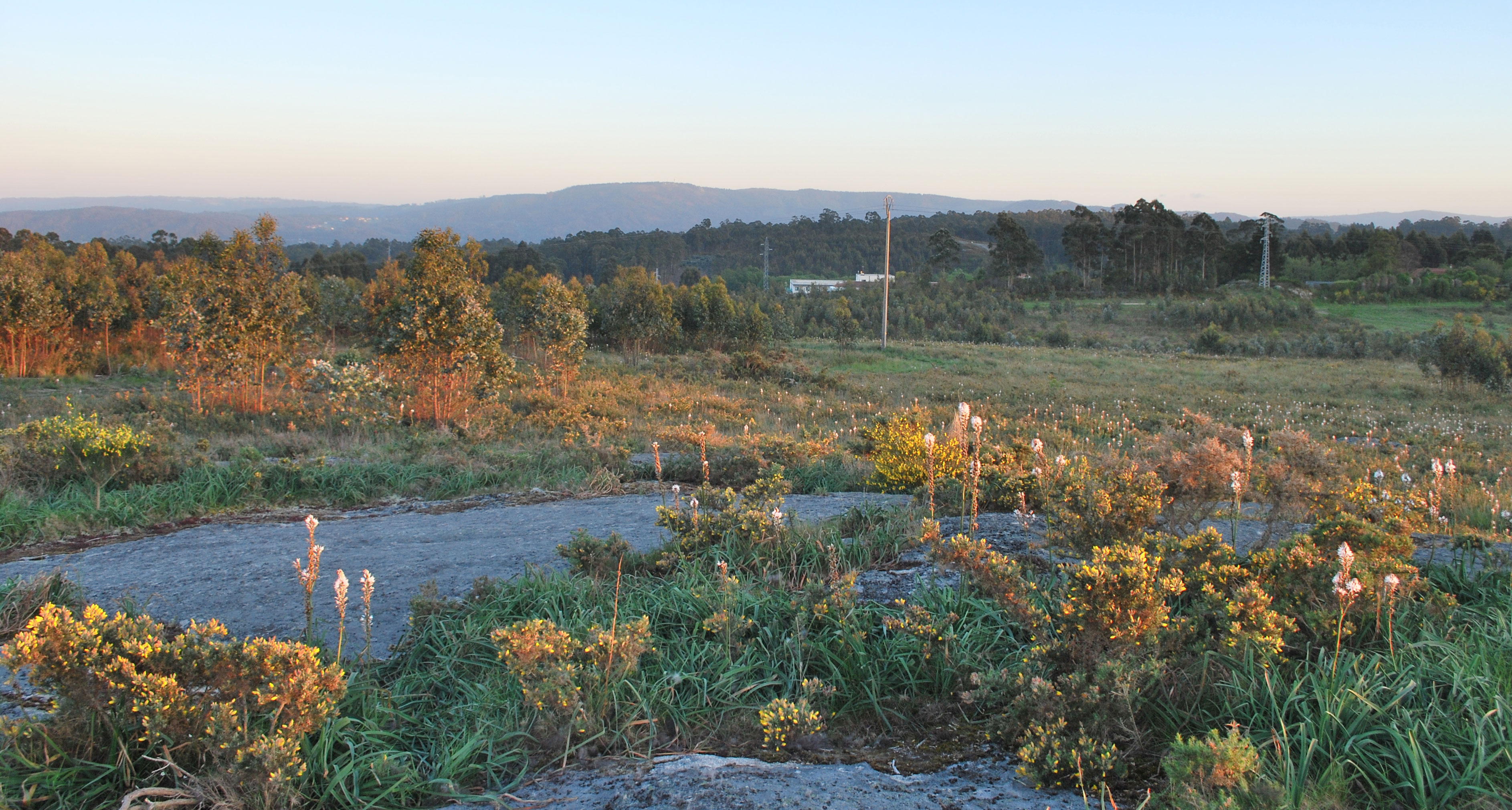
Monte Xalo visto desde las alturas de Zapateira

La Zapateira es un monte de 235.964 metros de altitud, en el límite de los municipios de La Coruña, Culleredo y Arteijo.

## Localización
Originariamente, el Monte da Zapateira correspondía a la zona más occidental y elevada de la parroquia de Rutis, en el municipio de Culleredo, que alcanza una altitud máxima de 236 metros en el punto donde se instaló el vértice geodésico de Castiñeira.
Su protagonismo es menos acusado hacia el interior, superado rápidamente por los 291 metros del Monte das Arcas (1,4 km al oeste), los 274 metros en el lugar de Folgueira (1,7 km al suroeste) y los 247 metros de Arteaga (1,4 kilómetros al sur). De ese modo, la zona alta de la Zapateira destaca por constituir la primera llanura tras un continuo ascenso tanto desde el valle de Vilaboa por la Fraga do No (hoy atravesada por la AC-14 ) como desde Elviña . Asimismo, A Zapateira también separa la cuenca del Arroyo de Castro de la cuenca del Arroyo de Trabe, que desembocan hacia la ría del Burgo.
Pese a no ser la elevación más alta dentro del área delimitada por los 200 metros en que se ubica el monte, actualmente el orónimo de Zapateira se ha extendido a una zona que excede la montaña en sentido estricto.
Así, en el municipio de La Coruña se conoce como A Zapateira toda la zona residencial situada encima del lugar de Peñarredonda, incluidos los lugares de Revoltas y O Escorial . Del mismo modo, se conoce como Campus da Zapateira al conjunto de edificios pertenecientes a la Universidad de La Coruña que se encuentran a mayor altura.
En el mismo margen izquierdo del Arroyo de Castro, ya en el municipio de Culleredo, A Zapateira da nombre a la vía que baja junto al recinto del Sporting Club Casino desde la Avenida de Nueva York hasta el segundo de los túneles de la AC-14 que Atravesamos la ladera de Penasquedo, junto al colegio Rías Altas.
El club de golf de La Coruña, llamado campo de golf de Zapateira, se extiende en realidad por el flanco sur del Monte das Arcas hacía Arteijo, municipio que no toca ninguna de las vertientes de la Zapateira. Destacar que la parroquia de Morás cuenta con un lugar que se llama A Zapateira, aparte de los núcleos tradicionales de Monte de Arcas y Xesteira, donde se ubica la urbanización Montegolf.

## Su Historia
En el monte de la Zapateira se descubrió un campo de tumbas y restos megalíticos del año 3000 antes de la época actual. La necrópolis constaba de 33 montículos catalogados en una superficie llana de unos 2,5 km. por una cresta que discurre de este a oeste desde Vilaboa-Rutis hasta Uges. La zona estaba delimitada al sur por el Arroyo de Trabe y al norte por el Arroyo de Castro (afluente del Trabe). Este camino fue utilizado hasta el siglo XIX como camino de carros. Actualmente una parte del mismo permanece como pista forestal y gran parte atravesaba el actual campo de golf de Zapateira. En medio de este camino funerario atravesaba transversalmente otro que iba desde el fuerte de Elviña hasta el monte Xalo .
Los 33 montículos fueron agrupados por zonas:
- Fuente del Ouro, 10.
- Leira do Cachafeiro, 4.
- Montes da Zapateira, 4.
- Leira de Folla (hoy campo de golf de Zapateira), 5.
- Monte de las Arcas, 3.
- Monte de Oro, 2.
- Monte Aberto (cerca del fuerte de Elviña ), 3.
- Monte de Cambás, 2.[6]

Los montículos más pequeños medían aproximadamente 10 metros de diámetro, mientras que los más grandes, 35 metros de diámetro y 5 metros de alto. Las excavaciones se iniciaron en 1935 por iniciativa de varios miembros de la sociedad Amantes del Campo, entre los que se encontraban Francisco Vales Villamarín, Inocencio Pardo Aburto, Enrique Monteagudo García, Manuel Insua y Luís Monteagudo . Incluso entonces, todos los montículos habían sido desmantelados para reutilizar las piedras. En 1976 se excavó el último, ubicado en el interior del campo de Golf. Había sido utilizado en 1972 como tee del hoyo 1 y en 1974 pasó a ser el tee del hoyo 3. La excavación de emergencia fue dirigida por Luís Monteagudo antes de su destrucción.

## La Zapateira como lugar residencial

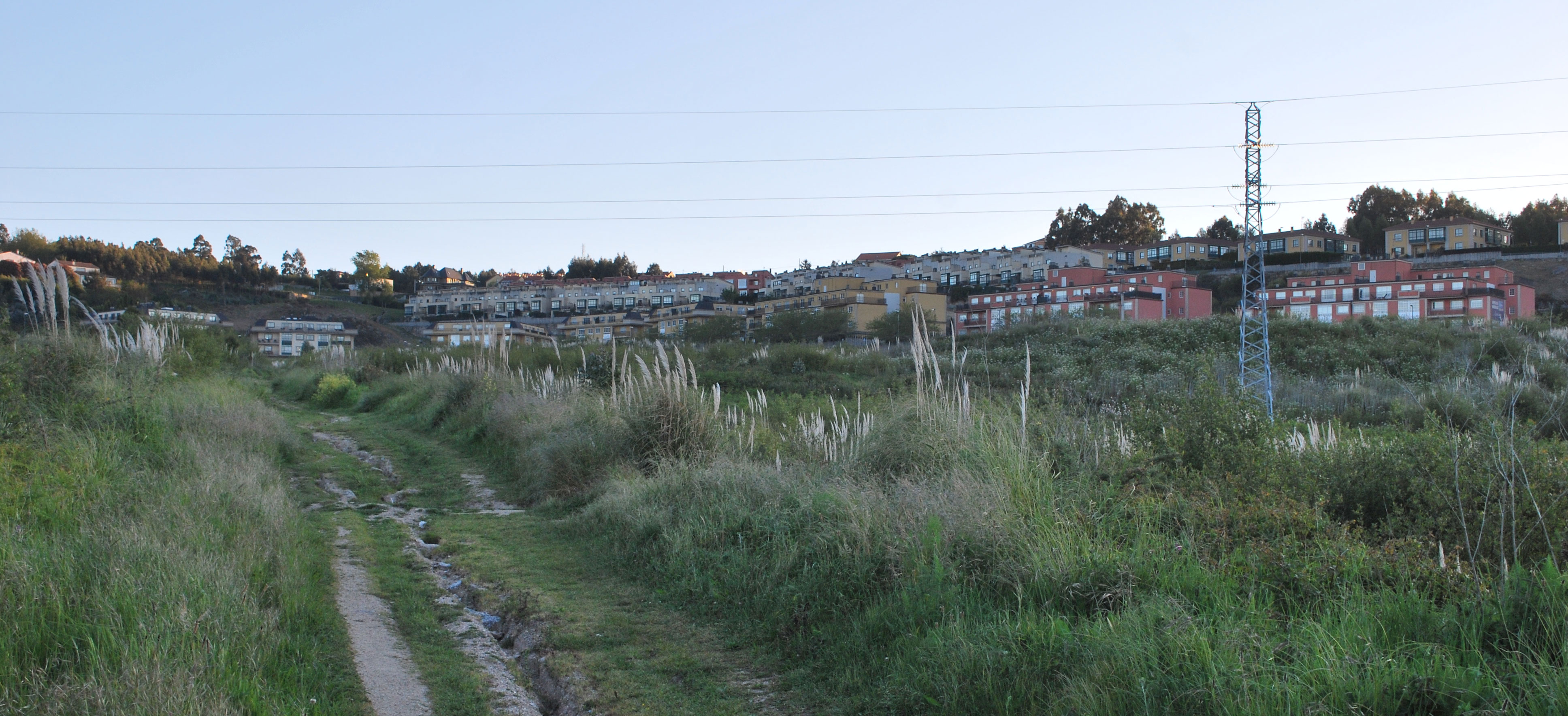
Vista de la urbanización Altamira.

Situada en el límite del municipio de La Coruña y con escasas comunicaciones por carretera, A Zapateira ha sido considerada durante mucho tiempo un lugar alejado de la ciudad a pesar de encontrarse relativamente cerca de su principal vía de acceso, la Avenida do Alcalde Alfonso Molina, que conecta con la Autopista del Atlántico
La Zapateira como lugar residencial y de ocio tiene su origen en 1961, con la construcción del campo de golf de Leira de Folla cuando sólo existían 15 campos de golf en España . Franco fue usuario diario de las instalaciones durante los veranos de 1964 hasta 1974. Por el club de golf pasó gente de toda España y del extranjero. En 1974 el Sporting Club Casino, entonces simplemente Casino de La Coruña, adquirió unos terrenos en la zona en los que se construyó un complejo lúdico y deportivo para los socios de la sociedad.
A principios de los años 2000, Fadesa inició la construcción de la urbanización Altamira en Monte da Zapateira: un conjunto de viviendas unifamiliares y edificios de viviendas de clase media-alta. La urbanización supuso un traslado de todos los servicios a una nueva zona de crecimiento del municipio con la aparición de más urbanizaciones en el entorno en los años siguientes, como Valaire, Ultreya, O Carón, Montegolf, Los Olivos, Vallesur o Aguas. Mansas. Hay muchos otros terrenos urbanizables que hoy se presentan como edificaciones abandonadas pero acondicionados con todos los servicios para construir en ellos.

## El monte
Las montañas de Zapateira aún mantienen parte de su pasado como explotaciones forestales y cinegéticas. Forma parte de la zona de grandes plantaciones de eucaliptos. La montaña es zona TECOR y de caza durante todo el año.

### Otros artículos
- La Zapateira, Elviña, La Coruña
- A Zapateira, Morás, Arteijo

- Datos: Q20546034